# Herb Brooks
Herb Brooks (5. srpna 1937 St. Paul, Minnesota, USA – 11. srpna 2003 Minneapolis) byl americký hokejista a později trenér.

## Životopis
Do hokejové historie a možná i do historie USA se zapsal především jako trenér, který v roce 1980 dovedl na ZOH v Lake Placid výběr studentů (profesionální hráči z NHL tehdy nemohli na ZOH nastupovat) k senzačním zlatým medailím. Během turnaje jeho tým porazil nejen tehdejší Československo, ale i v té době téměř neporazitelný celek Sovětského svazu (4:3). Dodnes je toto vítězství označováno jako „zázrak na ledě“. Trenér Brooks postavil úspěch svého výběru především na týmové hře.
Trenéru Brooksovi se tak otevřely dveře i do věhlasné NHL, kde po olympijském úspěchu trénoval tato mužstva: New York Rangers (1981–1985), Minnesota North Stars (1987–1988), New Jersey Devils (1992–1993) a Pittsburgh Penguins (1999–2000). Na lavičce reprezentačního výběru byl pak k vidění ještě v roce 1998 v Naganu coby trenér Francie a v roce 2002 vedl v Salt Lake City znovu tým USA, se kterým zde získal stříbrné medaile. Jako aktivní hráč byl členem olympijských výběrů USA v letech 1964 a 1968.
Herb Brooks tragicky zahynul při autonehodě v srpnu 2003.
V roce 2006 byl uveden do Hokejové síně slávy.

## Zajímavosti
- O olympijském triumfu v Lake Placid 1980 byl v roce 1981 natočen televizní film Miracle on Ice, kde Brookse ztvárnil Karl Malden, a v roce 2004 film Miracle, ve kterém Brookse hrál Kurt Russell.